# Sublette
La ville de Sublette est le siège du comté de Haskell, dans l’État du Kansas, aux États-Unis. Sa population s’élevait à 1 453 habitants lors du recensement de 2010, estimée à 1 364 habitants en 2016.
Sublette fut fondée en 1912.Son nom vient de celui de William Lewis Sublette (1798 - 1845), un Mountain man trappeur d'une famille d'origine huguenotte française qui fut un des associés de la compagnie de négoce de fourrures 'Rocky Mountain Fur Company'. 

## Démographie
| Groupe            | Sublette | Kansas | États-Unis |
| ----------------- | -------- | ------ | ---------- |
| Blancs            | 73,6     | 75,6   | 61,6       |
| Noirs             | 0,8      | 5,7    | 12,4       |
| Amérindiens       | 0,1      | 1,2    | 1,3        |
| Asiatiques        | 0,1      | 2,9    | 6,0        |
| Autres            | 13,8     | 4,9    | 8,4        |
| Métis             | 11,6     | 9,5    | 10,2       |
| Total             | 100      | 100    | 100        |
|                   |          |        |            |
| Latino-Américains | 30,4     | 13,0   | 18,7       |

## Source
- (en) Cet article est partiellement ou en totalité issu de l’article de Wikipédia en anglais intitulé « Sublette, Kansas » (voir la liste des auteurs).

1. ↑  (en) « Sublette, KA Population - Census 2020 : Race », sur censusviewer.com.
2. ↑  (en) « Sublette, KA Population - Census 2020 : Race ,Hispanic or Latino, and not Hispanic or Latino by Race », sur censusviewer.com.
3. ↑  (en) « Population of Kansas - Census 2020 and 2010 », sur censusviewer.com.